# Non farti cadere le braccia
Non farti cadere le braccia è il 1º album in studio del cantautore italiano Edoardo Bennato, pubblicato nel 1973.

## Il disco
(Edoardo Bennato)
È l'album di esordio dell'artista napoletano. I pezzi sono tutti firmati dallo stesso Bennato, tranne Lei non è qui...non è là, con il testo scritto da Bruno Lauzi, che lo aveva già inciso nel 1971 nell'album Amore caro amore bello....., e Un giorno credi, il cui testo è stato scritto da Patrizio Trampetti, conosciuto da Bennato tramite suo fratello Eugenio, poiché entrambi sono in quegli anni membri della Nuova Compagnia di Canto Popolare.
Nel disco già si intravedono le due anime dell'artista: quella del cantautore della Numero Uno (la casa discografica con cui aveva già inciso diversi dischi e scritto alcuni brani per vari artisti), e il nuovo Bennato cantastorie di protesta. Tuttavia, alcune canzoni sono tra le più significative che il cantautore ha scritto: la stessa title track, o Rinnegato  (in cui si rivolge ai suoi collaboratori, da Trampetti al produttore Colombini, dal fratello Eugenio all'arrangiatore del disco Roberto De Simone) o ancora Campi flegrei, dedicato da Bennato al Viale Campi Flegrei, la strada nel quartiere Bagnoli a Napoli, in cui è nato e cresciuto. Il punto da cui ripartire è Un giorno credi, riproposta anche nel successivo album I buoni e i cattivi.
Le scarse vendite però (il disco vende appena 350 copie) spingono l'allora direttore artistico della Dischi Ricordi, Lucio Salvini, a invitare il cantautore a smettere di cantare per dedicarsi alla professione di architetto. Bennato però non si arrende e si sposta a Roma, dove crede di avere maggiori probabilità di essere notato, e così avviene: durante un concerto improvvisato davanti ad un famoso bar della Capitale, viene segnalato alla redazione di Ciao 2001, dove viene condotto per incontrare l'allora direttore Saverio Rotondi, il quale lo manda direttamente al Festival Pop d'Avanguardia di Civitanova Marche, dove ottiene un riscontro di pubblico e di critica eccezionale, che lo individuano come rappresentante ideale dell'insoddisfazione giovanile in Italia. Da lì in poi comincia a girare tutti i festival rock dell'estate del 1974, ed è proprio in quel periodo che viene nuovamente contattato dal direttore della Ricordi, che si mostra stupito del grande successo ottenuto in così breve tempo.
Tra i musicisti che suonano nel disco da rilevare la presenza di Massimo Luca, collaboratore in quegli anni anche di Lucio Battisti, del bergamasco Titta Colleoni (ex tastierista del gruppo beat dei Raminghi) e della torinese Silvana Aliotta, cantante dei Circus 2000 (che però nella copertina del disco è citata, erroneamente, come Alliotta).
Il disco è prodotto da Alessandro Colombini e arrangiato da Roberto De Simone che dirige l'orchestra e il coro; le edizioni musicali delle canzoni sono la Wiz Music/Pegaso, tranne che per "Lei non è qui...non è là" (Ed. Universale).

Nel 2023 per celebrare il cinquantennale, il disco è uscito in tiratura limitata di 500 copie su vinile rosso.

## La copertina
(Cesare Monti, 2012)

## Tracce
Testi e musiche di Edoardo Bennato, eccetto dove indicato.
Lato A
1. Mm – 0:59
2. Non farti cadere le braccia – 3:46
3. Una settimana... un giorno... – 4:18
4. Ma quando arrivi treno – 1:32
5. Campi Flegrei – 4:19
6. Tempo sprecato – 4:05

Durata totale: 18:59
Lato B
1. Detto tra noi – 6:08
2. Lei non è qui... non è là – 3:43 (testo: Bruno Lauzi – musica: E. Bennato)
3. Un giorno credi – 3:39 (testo: Patrizio Trampetti – musica: E. Bennato)
4. Rinnegato – 6:45

Durata totale: 20:15

## Formazione
- Edoardo Bennato – voce, chitarra a 12 corde, armonica, kazoo, tamburello
- Massimo Luca – chitarra
- Titta Colleoni – pianoforte
- Eugenio Bennato – chitarra, mandolino, mandoloncello
- Roberto De Simone – pianoforte, arrangiamenti coro ed orchestra
- Fulvio Monieri – basso
- Mauro Malavasi - tromba
- Michele Capogrosso – batteria
- Silvana Aliotta – percussioni, cori